# 譚鵾禩
譚鵾禩，湖廣衡州府衡阳县人，明朝政治人物，同進士出身。

## 生平
萬曆四十六年（1618年）戊午科舉人，天啓二年（1622年），登壬戌科進士三甲第一百四十七名。三年任福建永安县知县。崇祯元年（1628年）降职为广东布政司照磨，二年升任兵部车驾司主事。

## 家族
族兄谭汝伟、譚性學，俱同榜进士。